# Verskód
A verskód egy egyszerű ám kevéssé biztonságos kriptográfiai módszer.
Az eljárás használatához az üzenet küldőjének és fogadójának előre meg kell egyeznie egy versben, amelyet használni fognak. A küldő véletlenszerűen kiválaszt a versből előre meghatározott számú szót, amelyek minden betűjéhez hozzárendel egy számot. A számokat használják ezek után kulcsként valamely rejtjelhez, amellyel elfedik az eredeti szöveg tartalmát. A használt rejtjel rendszerint a dupla transzpozíció volt. A kódolt üzenet elején arra vonatkozó utalások szerepelnek, hogy mely szavak lettek kiválasztva az adott versből.
A módszer azért nem biztonságos, mert ha egyszer feltörik a kódot bármilyen módon (akár fenyegetéssel, kínvallatással vagy kriptanalízissel), a jövőbeli üzenetek is olvashatóak lesznek, amennyiben sikerült azonosítani a verset. S mivel a használt versnek könnyen megjegyezhetőnek kell lennie az ügynök számára, gyakran használtak ismert költeményeket vagy ismert költők verseit (például az SOE ügynökei előszeretettel használták Shakespeare, Racine, Tennyson, Molière és Keats strófáit).
Minden verskóddal kódolt üzenet egy öt betűből álló jelzőcsoporttal kezdődött, amely meghatározta, hogy az ügynök versének mely szavait használták az enkripcióhoz. Ha egy ügynök ugyanazok a szavakat használta több üzenet kódolásához is, ezeket könnyen azonosthatták az ellenség kriptográfusai. Ha felfedezték, hogy a szavak egy ismert vers szavai, akkor a jövőben minden, azzal a verssel kódolt üzenet olvashatóvá vált számukra.
Amikor Leo Marksot a második világháború idején Londonban kinevezték a SOE (a különleges műveletek végrehajtására szakosodott Special Operations Executive) kriptográfiai vezetőjének, nagyon hamar felismerte a rejtjel sebezhetőségét és az ebből származó károkat az ügynökök és a kontinensen található szervezeteik számára, ezért azonnali változtatásokat sürgetett. Végül a SOE saját kompozíciókat kezdett alkalmazni (amelyek ezáltal egy verseskötetben sem szerepeltek, de nyilván az irodalmi értékük is elhanyagolható volt) a nagyobb hatékonyság érdekében, de más biztonságos módszereket is felvettek arzenáljukba (például az ún. kidolgozott kulcsok (WOK-k) és az egyszeri tömbök).
Marks egyik projektje, melyet "Operation Gift-Horse"-nak, vagyis ajándékló-hadműveletnek nevezett el, egy cselszövés volt: a biztonságosabb WOK-kóddal bonyolított forgalmat a verskódnak az álruhájába bujtatták, hogy a német kriptográfusok azt gondolják, egyszerűbb feltörni, mint valójában. Ezt úgy érték el, hogy hamis dupla jelzőcsoportokkal toldották meg a WOK-kulcsokat, hogy azt a benyomást keltsék, hogy az ügynök ugyanazokat a szavakat használta az üzenetek kódolásához. Az ajándékló célja az ellenség idejének elfecsérlése volt, és a D-nap előtt vetették be, amikor a titkosított forgalom drámaian megemelkedett.